# Глущенко Світлана Василівна
Світлана Василівна Глущенко — українська художниця, майстриня петриківського розпису.